# Be (przedsiębiorstwo)
Be Incorporated – amerykańskie przedsiębiorstwo informatyczne zajmujące się produkcją oprogramowania i komputerów, najbardziej znane z produkcji systemu operacyjnego BeOS.
Głównym celem Be Inc. było opracowanie nowego systemu operacyjnego przy użyciu języka programowania C++ na własnej platformie sprzętowej. BeOS był preinstalowany na komputerach BeBox, w późniejszym okresie został przeportowany na komputery Mac z procesorami PowerPC pomimo niechęci ze strony Apple. W 1998 system został przeportowany do architektury x86, a wsparcie dla PowerPC zakończyło się wraz z wydaniem BeOS R5.

## Historia
Przedsiębiorstwo założone zostało w roku 1990 przez byłych pracowników Apple Jeana-Louisa Gassée i Steve’a Sakomana w celu stworzenia nowoczesnego systemu operacyjnego w języku programowania C++. W 1995 na rynku pojawił się pierwszy komputer Be Inc., dwuprocesorowy BeBox z charakterystycznymi paskami użycia każdego procesora, aktualnie BeBox stał się wysoce pożądaną pozycją dla kolekcjonerów na całym świecie. Oprócz BeOS-a i BeBoxa był także BeIA feralny OS oparty na przeglądarce internetowej. Używany jednak komercyjnie przez Sony (eVilla), oraz podczas badań naukowych. W 1996 Apple szukał nowego systemu operacyjnego w celu zastąpienia Mac OS, dwiema opcjami były BeOS i NeXTStep. Transakcja zakończyła się kupnem firmy NeXT ze względu na krytykę BeOS ze strony Steve’a Jobsa. Ostatecznie aktywa korporacji zostały zakupione przez Palm, Inc. za 11 mln USD w 2001 r. Firma następnie wytoczyła pozew sądowy przeciwko Microsoftowi, o nadużywanie pozycji monopolisty. Pozew został rozstrzygnięty we wrześniu 2003 roku, Microsoft wypłacił Be Inc. 23,25 mln USD odszkodowania. Od 2001 roku prowadzony jest niekomercyjny projekt „Haiku” który ma na celu pełną kompatybilność z BeOS R5.

## Nazwa
Według wielu źródeł w tym Macworld nazwę „Be” zapoczątkowała rozmowa Gassée i Sakomana. Początkowo spółka miała nazywać się „United Technoids Inc.”, lecz Sakoman nie zgodził się i rozpoczął poszukiwania w słowniku. Kilka dni później Gassée zapytał czy poczynił jakieś postępy, Sakoman powiedział, że zmęczył się i zatrzymał na „B”, na co Gassée „Be jest miłe. Koniec historii.”